# 젤송 페르난드스
젤송 페르난데스(포르투갈어: Gelson de Conceicao Tavares Fernandes, 1986년 9월 2일, 카보베르데 프라이아 ~ )는 스위스의 전 축구 선수로, 포지션은 수비형 미드필더이다.
생테티엔 이전에는 스위스 슈퍼리그의 FC 시옹, 잉글랜드의 맨체스터 시티 FC에서 뛰었으며, 스위스 축구 국가대표팀에는 2007년 8월 네덜란드와의 친선 경기를 통해 데뷔하였다. UEFA 유로 2008에 스위스 대표로 나섰으며, 2009년 3월 몰도바와의 경기에서 대표팀 첫 골을 기록하였다. 특히 2010년 FIFA 월드컵에서는 스페인을 상대로 결승골을 성공시켜, 맨 오브 더 매치에 선정되었다.

## 수상
시옹
- 2005-06 스위스 컵 우승

개인
- 2010년 FIFA 월드컵 맨 오브 더 매치 : vs. 스페인 (조별리그)